# Rhytiphora cruciata
Rhytiphora cruciata är en skalbaggsart som först beskrevs av Francis Polkinghorne Pascoe 1875.  Rhytiphora cruciata ingår i släktet Rhytiphora och familjen långhorningar. Inga underarter finns listade i Catalogue of Life.